# Kuaizhou-11
El Kuaizhou-11 (KZ-11) es un vehículo de lanzamiento comercial chino.

## Información del cohete
Según se informa, la carga útil es de unos 1.000 kg para una órbita terrestre baja y de 700 kg para una órbita helio sincrónica.
El cohete tiene 3 etapas, todas ellas de combustible sólido.
El cohete de tres etapas posiblemente esté basado en el misil DF-31. Consta de tres etapas de combustible sólido. El diámetro principal es de 2,2 my el peso de lanzamiento es de 78 toneladas. La primera etapa cuenta con cuatro aletas de rejilla. Una característica inusual es la unidad de control de actitud situada en la parte superior del carenado de carga útil, que también sirve para deshacerse del carenado. El vehículo se lanza desde un camión de lanzamiento.
El vuelo inaugural estaba previsto para 2018, pero se retrasó hasta 2020. El vuelo inaugural falló cuando la etapa tres no se encendió. El segundo vuelo, realizado a finales de 2022, fue exitoso.
El Kuaizhou-11 es un cohete de 25 metros de altura La familia de cohetes Kuaizhou está compuesta por Kuaizhou-1, Kuaizhou-1A, Kuaizhou-11, Kuaizhou-21 (en desarrollo) y Kuaizhou-31 (en desarrollo).
La serie de cohetes Kuaizhou es fabricada por ExPace, una subsidiaria de China Aerospace Science and Industry Corporation (CASIC), como sus vehículos de lanzamiento comercial.
1. 1 2 3 4 5  «Kuaizhou-11 (KZ-11)».
2. 1 2 3  «Lanzamientosespaciales.com».

- Datos: Q22100111